# François Bustillo
François-Xavier Bustillo OFMConv. (ur. 23 listopada 1968 w Pampelunie) – francuski duchowny katolicki, biskup Ajaccio od 2021, kardynał prezbiter od 2023.

## Życiorys

### Prezbiterat
Święcenia kapłańskie przyjął 10 września 1994 w zakonie franciszkanów konwentualnych. Po święceniach został gwardianem klasztoru w Narbonne, gdzie pracował do 2018. Pełnił jednocześnie funkcje m.in. proboszcza zakonnej parafii oraz przełożonego francusko-belgijskiej prowincji. W 2018 został przeniesiony do klasztoru w Lourdes.

### Episkopat
11 maja 2021 papież Franciszek mianował go biskupem diecezji Ajaccio. Sakry udzielił mu 13 czerwca 2021 metropolita Marsylii – arcybiskup Jean-Marc Aveline.
9 lipca 2023 podczas modlitwy Anioł Pański papież Franciszek ogłosił jego nominację kardynalską. 
Na konsystorzu 30 września 2023 został kreowany kardynałem prezbiterem i uzyskał kościół tytularny Maryi Niepokalanej z Lourdes przy Boccea. Brał udział w konklawe 2025, które wybrało papieża Leona XIV.